# Карнак (Туркестанская область)
Карнак (каз. Қарнақ, до 1992 г. — Атабай) — село в Туркестанской области Казахстана. Находится в подчинении городской администрации Кентау. Административный центр Карнакского сельского округа. Расположен примерно в 12 км к западу от города Кентау. Код КАТО — 512039100.

## История
Городище Карнака или Ишкента датируется IX—XVII веками. По утверждениям археологов Г. И. Пацевича и Е. И. Агеевой, первоначально поселение было кимакским и носило названия Шагильджан и Ишкент. Название Карнак в исторических источниках впервые встречается в XI веке у Махмуда аль-Кашгари. В конце XIV — начале XV веков Карнак был частью империи Амира Тимура. Здесь по приказу Тимура отливали знаменитый котел для мавзолея Ходжи Ахмеда Яссави.
Как в Средние века, так и в эпоху Казахского ханства Карнак был известен как крупный металлургический центр, где выплавлялись чугун, медь, свинец. Недалеко от села Карнак находится мемориальный комплекс Укаша-ата, в состав которого входят мазар (мавзолей) и колодец.

### Медресе
В начале XX века Карнак был центром исламского образования: здесь функционировали четыре медресе, больше чем в Чимкенте и Туркестане. Одно из медресе было открыто в эпоху Казахского ханства (XV—XVIII века) и играло важную роль в общественной жизни города. В XIX веке в медресе учились Шортанбай Канайулы, Maшхур Жусуп Копеев, Молда Муса (Мусабек) Байзакулы.

## Население
В 1999 году население села составляло 7305 человек (3682 мужчины и 3623 женщины).Население преимущественно узбеки. По данным переписи 2009 года в селе проживало 10246 человек (5301 мужчина и 4945 женщин).

## Инфраструктура
С 1960 по 1996 годы в селе функционировал совхоз по производству молочной и овощной продукции. На его основе в дальнейшем были образованы производственный кооператив и мелкие частные хозяйства.